# Union des Églises évangéliques libres de France
Ne doit pas être confondu avec Union nationale des Églises protestantes réformées évangéliques de France.
L'Union des Églises évangéliques libres de France est une association chrétienne évangélique d'églises non confessionnelles en France. Son siège est basé à Toulouse. Elle est membre de la Fédération protestante de France, du Conseil national des évangéliques de France et de la Fédération internationale des églises évangéliques libres. Sa dirigeante est Jéma Taboyan.

## Histoire
En 1848, après l’instauration de la Seconde République, un synode réformé officieux se réunit au temple protestant de l'Oratoire du Louvre, à Paris, pour proposer une modification du régime concordataire français. Les discussions préparatoires, qui touchaient la restauration du système presbytérien-synodal et la question de la séparation des Églises et de l'État, sont rendues caduques puisque le gouvernement reconduit le concordat.
Alors que les délégués protestants libéraux, majoritaires, sont opposés à l'instauration d'une confession de foi partagée, qui risquerait d’exclure certains de leurs membres, les délégués « orthodoxes » (c'est-à-dire de sensibilité évangélique) en réclament une. L’assemblée décide de renvoyer cette question à une session ultérieure, afin de se concentrer sur la question urgente de création d’une structure nationale. Plusieurs pasteurs, parmi lesquels Frédéric Monod, déjà engagé au sein de la chapelle Taitbout, décident alors de démissionner en signe de protestation. Le faible nombre de pasteurs démissionnaires ne leur permet pas de constituer une Église réformée évangélique au sein du régime concordataire.
En s'associant à plusieurs Églises indépendantes et certains postes d'évangélisation, le comte Agénor de Gasparin fonde l'Union des Églises évangéliques libres de France. Le terme « libre » indique que ces Églises sont indépendantes et non subventionnées par l'État. L'Union d'Églises libres est ainsi formée le 1er septembre 1849.
La séparation des Églises et de l'État rend caduques un certain nombre de revendications des libristes. Un certain nombre d'Églises, de sensibilités libérale et orthodoxe se réunissent en 1938, pour former l'Église réformée de France. Les principales Églises libres, notamment à Paris le temple protestant de La Rencontre et à Lyon le temple protestant des Terreaux, rejoignent cette nouvelle l’Église réformée de France.
Selon un recensement interne publié en 2020, l'UEELF regrouperait 52 églises locales et 2 400 membres.

## Croyances
L’Union a une confession de foi évangélique basée sur les croyances de l’Église de professants. Elle est membre du CNEF et de la Fédération internationale des églises évangéliques libres.